# Soni Mustivar
Soni Mustivar (Aubervilliers, 12 de fevereiro de 1990) é um futebolista haitiano que atua como meia. Atualmente defende o Sporting Kansas City.